# Sankt Lars kyrka, Enköping
Sankt Lars kyrka är en kyrkobyggnad i Enköping i Uppsala stift. Den är församlingskyrka i Enköpings församling. Kyrkan ligger i stadsdelen Galgvreten, i de västra delarna av Enköping.

## Kyrkobyggnaden
Kyrkan uppfördes efter ritningar av arkitekt Johan Lind på K-konsult i Uppsala. 15 december 1984 förrättades invigningen av ärkebiskop Bertil Werkström. Med sin kvadratiska planform och koniska tak påminner kyrkan en del om Olov Hartmans studiokyrka i Sigtuna. Ytterväggarna är täckta med slammat tegel och under takfoten löper en fönsterrad. Taket är av trä och täcks av kopparplåt. Via en låg entréhall är kyrkan sammanbyggd med ett flerbostadshus, vars bottenvåning nyttjas som församlingshem.

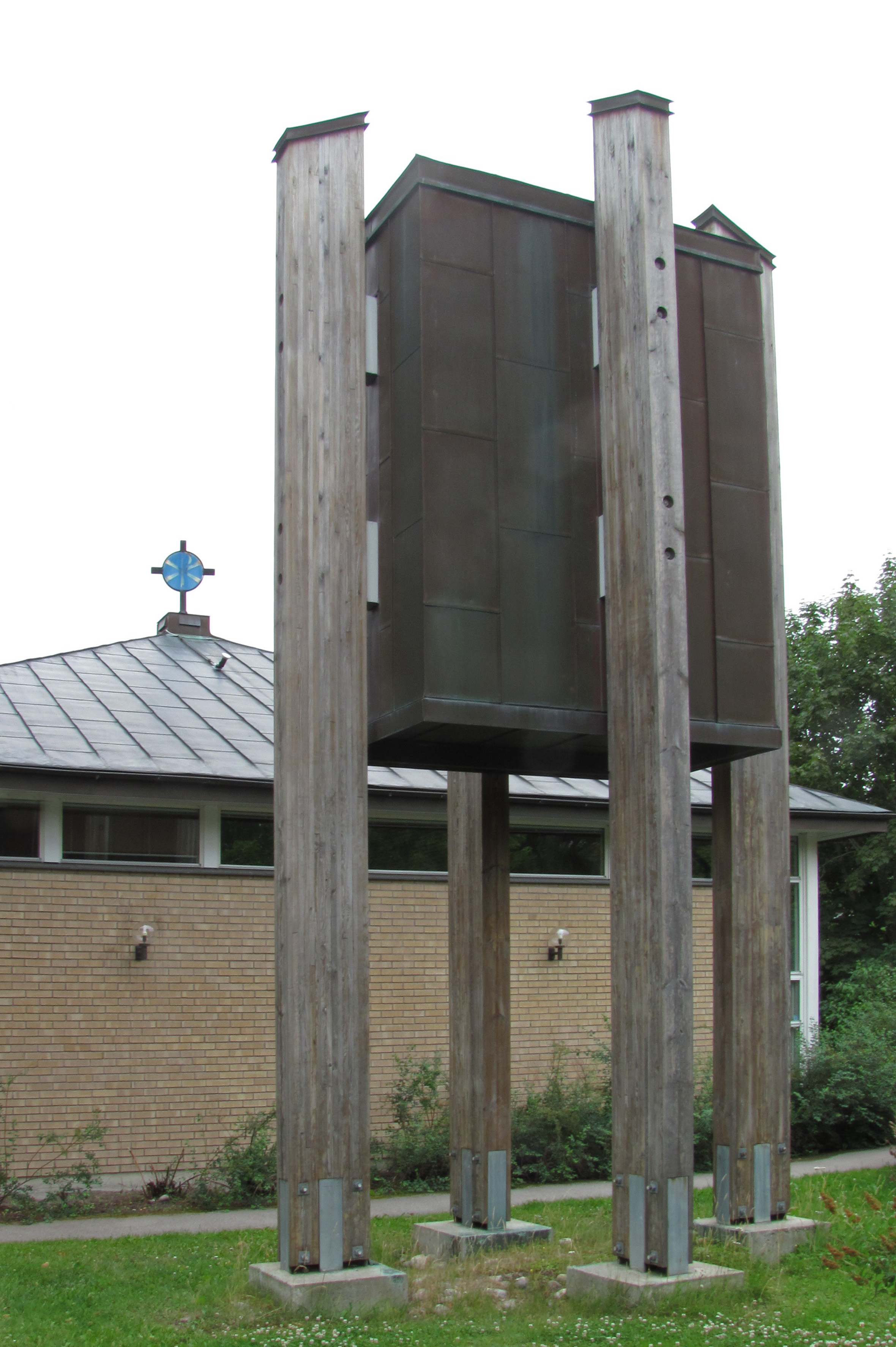
Klockstapeln.

Tillhörande klockstapel färdigställdes 1986. I stapeln hänger en kyrkklocka som är tillverkad av Bergholtz klockgjuteri i Sigtuna.

## Inventarier
- Vänster om altaret står en predikstol som är en enkel pulpet av trä.
- Till altaret finns sex ljusstakar av mässing som är levererade av Rolf Karlsson.
- Orgeln med sju stämmor är levererad av Johannes Künkel. Ett piano är tillverkat av Nordiska Pianofabriken.
- En väggvävnad är komponerad av Anna Lisa Odelqvist-Kruse och tillverkad 1980 av Liberias textilateljé.
- En vit mässhake är komponerad av Anna Lisa Odelqvist-Kruse och tillverkad av Libraria. En blå mässhake är anskaffad 1985 från Bo Carlssons Paramenta i Uppsala. En grön mässhake är utförd av Iris Siggelins Textil och levererad 1988.
- Nattvardskärl med paten är tillverkade i silver av Enköpingsguldsmeden Göte Carlebjörk och är skänkta till kyrkan 1984. En oblatask har tillkommit några år senare.

### Orgel
Den nuvarande orgeln byggdes 1984 av J Künkels Orgelverkstad AB, Lund. Orgeln är mekanisk med slejflådor och har ett tonomfång på 56/30.
| Manual         | Pedal      | Koppel  |
| Rörflöjt 8´    | Subbas 16´ | Man/Ped |
| Principal 4'   |            |         |
| Koppelflöjt 4' |            |         |
| Waldflöjt 2'   |            |         |
| Nasat 1 1⁄3'   |            |         |
| Dulcian 8'     |            |         |

### Webbkällor
- Enköpings församling